# Gracil·larioïdeus
Els gracil·larioïdeus (Gracillarioidea) són un superfamília de lepidòpters ditrisis del subordre dels glossats que conté tres famílies.
Són generalment de mida petita. Les erugues són minadores de teixits vegetals. Hi ha al voltant de 117 gèneres descrits distribuïts arreu del món; els minadors de fulles més comunes estan a la família Gracillariidae.

## Taxonomia
La superfamília Gracillarioidea inclou 2.216 espècies repartides en tres famílies:
- Família Roeslerstammiidae Bruand, 1850 (13 gèneres, 53 espècies)
- Família Bucculatricidae Fracker, 1915 (4 gèneres, 297 espècies)
- Família Gracillariidae Stainton, 1854 (101 gèneres, 1.866 espècies)